# Herodot
Herodot (grč. Ἡρόδοτος; Halikarnas, Grčka, 484. pr. Kr. − Turij, Italija, 424. pr. Kr.) bio je grčki povjesničar prozvan ocem povijesti.
Smatra se ocem povijesti jer prvi nastoji provjeriti istinitost i vjerodostojnost podataka koje zapisuje. 
Bio je poznat kao logios koji je deklamirao priče (logoi). Putovao je Grčkom i pričao o bitkama, političkim indidentima i stranim zemljama, za što je bio i plaćen.

## Život
Herodot (484. – 424. pr. Kr.) je bio grčki povjesničar. Rodio se u imućnoj obitelji u Halikarnasu u Maloj Aziji. Bio je u rodu s poznatim epskim pjesnikom Panijazisom s kojim je sudjelovao u buni protiv halikarnaškog tiranina Ligdamisa, zbog toga je Herodot prognan na otok Sam. Nakon bune u kojoj je svrgnut tiranin Ligdamis, Herodot se vraća u svoj rodni grad, pretpostavlja se da je između povratka u Halikarnas i odlaska u Turij poduzeo svoja poznata putovanja i da je boravio u Ateni koja mu je postala drugom domovinom. U Ateni je dobio vrijedne podatke za svoje djelo o grčko-perzijskim ratovima, pristao je uz Periklovu politiku te je stekao mnogo uglednih prijatelja. Periklovo prijateljstvo je zacijelo bilo povod da se Herodot pridruži atenskim naseljenicima koji su 444. – 443. na Periklov poticaj otišli u Donju Italiju te podigli grad Turij. Tu se Herodot, živeći u miru posvetio pisanju svoje povijesti kojom je želio prikazati Atenu kao spasiteljicu Grčke te joj pripisati zasluge zbog pobjede u grčko-perzijskim ratovima. O vremenu njegove smrti nemamo nikakvih točnih podataka, zato se to vrijeme približno određuje na temelju zapisa u njegovoj povijesti gdje vidimo da je doživio Peloponeski rat (431. – 404.), ali ne zna za sicilski poraz (415. – 413.), po tome se nagađa da je umro između god. 430. – 424. Kao mjesta njegove smrti spominju se gradovi Atena, Turij i Pela u Makedoniji. Najvjerojatnije je da je umro u Turiju.

## Putovanja
Najvažniji događajii u Herodotovom životu su svakako njegova velika putovanja koja je poduzeo pa se i čitavo njegovo povijesno djelo zasniva na onome što je na tim putovanjima saznao i vidio. Proputovao je cijelu Grčku i obišao mjesta gdje su se vodile najznačajnije bitke grčko-perzijskih ratova. Međutim ipak su najznačajnija njegova tri putovanja. Prvo na sjever (skitsko-tračko putovanje ), putujući na sjever došao je do Crnog mora i posjetio mnoga grčka naselja, prešao je i skitsku zemlju te se najduže zadržao u miletskoj koloniji Olbiji gdje je sakupio dragocjene etnografske i zemljopisne podatke. Drugo putovanje bilo je usmjereno na jug (egipatsko putovanje). Herodota je od svih zemalja najviše privlačio Egipat koji je na njega ostavio dubok utisak. U Egiptu je dobivao podatke od svečenika iz Memfisa, Tebe, Heliopola i Saisa. Prošao je donji i srednji Egipat i stigao do otoka Elefantine u gornjem Egiptu. Treće putovanje je bilo na istok (azijsko putovanje), za vrijeme tog putovanja upoznao je dvije velike kulture: perzijsku i babilonsku.

## Povijesti(Historiai)
U djelu Povijesti (Historiai) zabilježio je povijest i običaje naroda istočne obale Sredozemlja, a njegov rad označava začetke povijesnog istraživanja. Bio je velik putnik – tijekom 5. stoljeća pr. Kr. obišao je Perzijsko Carstvo, Egipat, Libiju, Siriju, Babiloniju, Suzu, Lidiju, Frigiju, Bizantij, Trakiju, Makedoniju i Italiju. Sve što je vidio i doznao postalo je građa Povijesti. 
U Povijesti on traži uzroke grčko-perzijskih ratova te opisuje nastanak i razvoj perzijske države, povijest Egipta, Feničana i grčkih kolonija u Maloj Aziji. Događaje je pripisivao volji sudbine koja ravna i bogovima i ljudima. Djelo je podijeljeno na 9 knjiga po devet muza, a prva je nazvana prema muzi Klio, zaštitnici povijesti. Pisano je novojonskim narječjem i sastoji se od preko 1500 poglavlja.
Prvih se šest knjiga bavi rastom Ahemenidskoga Perzijskoga Carstva, a posljednje tri knjige opisuju Kserksov pokušaj da osveti perzijski poraz nakon bitke kod Maratona i uključi Grčku u svoje carstvo. Djelo završava oko 479. pr. Kr., nakon što su Perzijanci pretrpjeli poraz u Bitki kod Salamine.
Herodot za svoju povijest kaže da je izlaganje onoga što je ispitivanjem doznao. U antici su njegovo djelo navodili pod imenom ῾Ιστορίαι (= pripovijesti), u Aleksandrijsko doba Herodotova povijest je podjeljena na 9 knjiga koje se zovu po muzama.
U prve četiri knjige izlaže događaje koji su prethodili grčko-perzijskim ratovima. Nakon uvoda gdje govori o uzrocima rata iznosi povijest Lidije koju prekida umetcima iz povijesti Atene i Sparte. Zatim priča o Krezu i padu Lidije, tom prilikom propovijeda o Međanima i Perzijancima te na kraju o Kirovom osvojenju Babilona. Podaci o Egiptu zauzimaju cijelu drugu knjigu. U trećoj knjizi opisuje Kambizov vojni pohod na Egipat, Kambizovu smrt, Dolazak Darija na prijestolje. Osim toga govori o unutrašnjem uređenju Perzije i podjeli na 20 satrapija, a na kraju o pobuni Babilona i ponovnom osvojenju od Darija. U četvrtoj knjizi pratimo Darijev pohod na Skite, ovdje Herodot govori o zemljama i naroda na sjevernoj strani Crnog mora. U petoj knjizi govori o perzijskom osvajanju Trakije i Makedonije, nadovezuje se na povijest jonskog ustanka. Šesta knjiga govori o Darijevom osvetničkom ratnom pohodu na Grčku zbog pomoći koja je pružena pobunjenim gradovima u jonskom ustanku. U sedmoj knjizi propovijeda o Darijevoj smrti i dolasku Kserksa na prijestolje koji sprema veliku vojsku na Grčku, knjiga završava bitkom kod Termopila. U osmoj knjizi govori o bitci kod Artemizija, zauzeću Atene, vijećanju Grka kod Salamine, a na kraju Salaminska bitka i kserksov poraz. Deveta ujedno i posljednja knjiga spominje Bitku kod Plateje. Herodotova povijest pisana je jonskim narječjem i sastoji se od preko 1500 poglavlja, prva knjiga nosi ime Klio prema muzi zaštitnici povijesti.

## Djela
- Herodot na projektu Gutenberg (engl.)

## Vanjske poveznice
- Herodot: Povijest